# Ross Norman
Ross Norman, né le 7 janvier 1959 à Whitianga, est un joueur professionnel de squash représentant la Nouvelle-Zélande. Il atteint en décembre 1985 la seconde place mondiale sur le circuit international, son meilleur classement. Sa meilleure performance fut sa victoire en finale des championnats du monde 1986 face au réputé invincible Jahangir Khan, cette victoire mit fin alors à cinq années d'invincibilité du Pakistanais et 555 matchs consécutifs victorieux,.

## Biographie
Ross Norman avait été classé n° 2 mondial derrière Kahn pendant un certain temps avant sa victoire décisive, sans jamais pouvoir mettre fin à la domination du Pakistanais sur ce sport. Pourtant, Norman s'acharne et déclare : « Un jour, Jahangir sera légèrement hors jeu et je l'aurai ». Ce point culminant de la carrière de Norman a failli ne pas avoir lieu après un accident de parachutisme en 1983, qui l'a gravement blessé au genou et a fait douter qu'il puisse jamais rejouer au squash. Il continue à exceller sur la scène internationale jusqu'en 1995, date à laquelle il faisait encore partie des dix meilleurs joueurs du monde (et numéro 1 néo-zélandais).

## Palmarès

### Titres
- Championnats du monde : 1986
- Championnats de Nouvelle-Zélande : 3 titres (1983, 1984, 1985)

### Finales
- Championnats du monde : 1985
- British Open : 1986
- US Open : 2 finales (1985, 1986)
- Championnats du monde par équipes : 2 finales (1985, 1987)